# Thetford
Thetford es una ciudad y un parroquia civil del distrito de Breckland, en el condado de Norfolk (Inglaterra). Su población de acuerdo al censo del 2001 es de 21.760 habitantes. Según el censo de 2011, Thetford parroquia civil tenía 24.340 habitantes.